# Dumas (Misisipi)
Dumas es un pueblo del Condado de Tippah, Misisipi, Estados Unidos. Según el censo de 2000 tenía una población de 452 habitantes.

## Demografía
Según el censo de 2000, había 452 personas, 181 hogares y 133 familias residiendo en la localidad. La densidad de población era de 44,7 hab./km². Había 192 viviendas con una densidad media de 19,0 viviendas/km². El 98,67% de los habitantes eran blancos y el 1,33% de otras razas. El 1,77% de la población eran hispanos o latinos de cualquier raza.
Según el censo, de los 181 hogares en el 34,3% había menores de 18 años, el 63,0% pertenecía a parejas casadas, el 7,7% tenía a una mujer como cabeza de familia, y el 26,0% no eran familias. El 24,3% de los hogares estaba compuesto por un único individuo, y el 11,0% pertenecía a alguien mayor de 65 años viviendo solo. El tamaño promedio de los hogares era de 2,50 personas, y el de las familias de 2,99.
La población estaba distribuida en un 25,4% de habitantes menores de 18 años, un 8,2% entre 18 y 24 años, un 29,2% de 25 a 44, un 24,8% de 45 a 64, y un 12,4% de 65 años o mayores. La media de edad era 36 años. Por cada 100 mujeres había 101,8 hombres. Por cada 100 mujeres de 18 años o más, había 103,0 hombres.
Los ingresos medios por hogar en la localidad eran de 32.250 dólares ($), y los ingresos medios por familia eran 40.391 $. Los hombres tenían unos ingresos medios de 30.179 $ frente a los 20.341 $ para las mujeres. La renta per cápita para la ciudad era de 13.121 $. El 14,0% de la población y el 13,0% de las familias estaban por debajo del umbral de pobreza. El 14,5% de los menores de 18 años y el 33,3% de los habitantes de 65 años o más vivían por debajo del umbral de pobreza.

## Geografía
Según la Oficina del Censo de los Estados Unidos, la localidad tiene un área total de 10,1 km², todos ellos correspondientes a tierra firme.